# Tryphon rempeli
Tryphon rempeli là một loài tò vò trong họ Ichneumonidae.